# Симеон Щерев (борец)
Вижте пояснителната страница за други личности с името Симеон Щерев.
Симеон Атанасов Щерев е български борец, борба свободен стил 62 кг, носител на бронзов олимпийски медал от Сеул 1988 година. Понастоящем е треньор. Избран е за треньор № 1 на „Левски“ за 2008 г. Той е личен треньор на световната шампионка по свободна борба Станка Златева, станала спортист № 1 на „Левски“ за 2008 г. и на Радослав Великов.
През 1981 г. е световен шампион от първенството в Скопие. Той е трикратен европейски шампион Варна 1982, Будапеща 1983 и Йоншьопинг 1984 г.